# Gaston Salmon
Gaston Salmon (født 5. marts 1878, død 30. april 1918) var en belgisk fægter, som deltog i OL 1912 i Stockholm.
Ved OL 1912 stillede han op i fleuret individuelt, men gik ikke videre fra første runde med en fjerdeplads i sin pulje. Desuden deltog han i kårde, både individuelt og i holdkonkurrencen. I den individuelle konkurrence blev han som i fleuret elimineret i første runde, men i holdkonkurrencen vandt belgierne i indledende runde over Rusland, og skønt de tabte i semifinalepuljen til Sverige, var sejre over Tyskland og Grækenland nok til at sende dem i finalen. Her fik de revanche mod Sverige og vandt desuden over Storbritannien, der fik sølv, og Holland, der fik bronze, hvilket sikrede belgierne guldet.